# آنا ناگاتا
آنا ناگاتا (انگلیسی: Anna Nagata؛ زادهٔ ۲۹ مارس ۱۹۸۲) یک هنرپیشه اهل ژاپن است.